# Morgan Rielly
Morgan Frederick Rielly (Vancouver, 9 marzo 1994) è un hockeista su ghiaccio canadese.

## Palmarès

### Mondiali
- 1 medaglia:
  - 1 oro (Russia 2016)